# Morgenstern-Segge
|  | Dieser Artikel wurde aufgrund von formalen oder inhaltlichen Mängeln in der Qualitätssicherung Biologie zur Verbesserung eingetragen. Dies geschieht, um die Qualität der Biologie-Artikel auf ein akzeptables Niveau zu bringen. Bitte hilf mit, diesen Artikel zu verbessern! Artikel, die nicht signifikant verbessert werden, können gegebenenfalls gelöscht werden. Lies dazu auch die näheren Informationen in den Mindestanforderungen an Biologie-Artikel. |

Die Morgenstern-Segge (Carex grayi) ist eine Pflanzenart aus der Gattung der Seggen (Carex) und gehört zur Familie der Sauergrasgewächse (Cyperaceae). Das winterharte und anspruchslose Ziergras wächst in normalem Gartenboden und gerne an Teichen und sumpfigen Stellen. Auffallend ist der dekorative Fruchtstand, welcher der Pflanze den Namen verliehen hat. Die einzelnen Früchte sind von blasenförmig aufgetrieben Hüllen umgeben, sodass der Fruchtstand im Aussehen einem Morgenstern verblüffend ähnlich sieht.

## Beschreibung
Die Halme der horstbildenden, ausdauernden und krautigen Morgenstern-Segge werden bis zu 1 Meter hoch. Die schmalen, spitzen Blätter werden bis zu 30 Zentimeter lang. Carex grayi ist einhäusig monözisch, die männlichen Blütenstände sind endständig.

## Verbreitung
Das natürliche Verbreitungsgebiet der Morgenstern-Segge ist das östliche Nordamerika, wo die Art von den kanadischen Provinzen Ontario und Québec im Norden bis zum US-Bundesstaat Florida im Süden vorkommt. Im Westen reicht das Verbreitungsgebiet bis nach Oklahoma und Kansas.

### Neophyt in Europa
Carex grayi wird in Europa zumindest seit dem späten 19. Jahrhundert als Zierpflanze für den Gartenbau kultiviert. Im Jahr 2000 wurden erstmals wildwachsende Vorkommen in Deutschland gemeldet. Berichte über weitere Vorkommen folgten in den Niederlanden (2001), Österreich (2008), Tschechien (2010) und Belgien (2011). Das Potential der Art sich an geeigneten Standorten in Europa als Neophyt zu etablieren wird als relativ hoch eingeschätzt.

## Taxonomie
Die Pflanze wurde im Dezember 1834 durch Asa Gray als Varietät von Carex intumescens (Carex intumescens var. globularis) beschrieben. Die gültige Erstbeschreibung als eigenständige Art erfolgte im Juli 1847 durch John Carey als Carex Grayii.